# Huttange
Huttange (Luxemburgs: Hitten, Duits: Hüttingen) is een plaats in de gemeente Beckerich en het kanton Redange in Luxemburg.
Huttange telt 35 inwoners (2001).